# Ibn al-Faradí
Abu-l-Walid Abd-Al·lah ibn Muhàmmad ibn Yússuf al-Azdí ibn al-Faradí ibn al-Qurtubí (en àrab,أبو الوليد عبد الله بن محمد بن يوسف الازدي ابن الفرضي القرطبي Abū l-Walīd ʿAbd Allāh ibn Muḥammad ibn Yūsuf al-Azdī ibn al-Faraḍī al-Qurṭubī), més conegut simplement com a Ibn al-Faradí (ابن الفرضي Ibn al-Faraḍī) (Còrdova, 23 de desembre de 962 — 20 d'abril de 1013), fou un jurista i erudit andalusí. Escrigué el més antic i complet dels diccionaris biogràfics d'al-Àndalus.

## Biografia
Son pare, Muhàmmad, especialista en dret successori i estudiós de l'aritmètica, era conegut com al-Faradí (repartidor d'herències) i ell, com fill seu, adopta el sobrenom d'Ibn al-Faradí.
Els primers anys és possible que estudiés amb son pare, amb el qual recorre al-Àndalus, i així visita Sidonia i Écija l'any 973/974, i l'any 976 residien a Toledo quan mor son pare.
Poc després torna a Còrdova, on inicia els seus estudis de dret, tradicions, literatura i història, amb l'assistència a les classes de nombrosos mestres. Entre els anys 982 i 985 viatja a Sevilla, Sidonia i Écija, per estudiar amb altres mestres. L'any 985/986 tornava a estar a Còrdova estudiant, per moure's a Elvira l'any següent, i tornant a Còrdova l'any 988, on resideix fins al 992/993, quan decideix realitzar el pelegrinatge a la Meca i continuar els seus estudis amb mestres nord-africans i orientals.
Abans d'iniciar el viatge recala a la regió d'Almeria, on continua els seus estudis en les ciutats de Pechina i Almeria. De viatge a l'orient, es deté a Kairuan, on segueix els seus estudis, igual que al Caire, la Meca i Medina.
Desconeguda la data de tornada del seu viatge a l'Orient, se sap que a finals de 995 ja estava a Còrdova. Una vegada en la seva terra es va dedicar a l'ensenyament i a escriure la seva obra.
Pel que fa a les seves ensenyances transmet obres de hadit, història i biografies, dret, estudis alcorànics, poesia, lexicografia i gramàtica, i ascètica. I aconsegueix reunir una important biblioteca personal. Entre els seus deixebles destaquen l'historiador Ibn Hayyan, el polígraf Ibn Hazm i el tradicionalista Abū ʿUmar ibn ʿAbd al-Barr.
Ocupa el càrrec de cadi de València durant el califat de Muhàmmad al-Mahdí, al voltant dels anys 1009 i 1010.
Mor durant el saqueig amazic de Còrdova del 20 d'abril de 1013, i el seu cadàver estigué tres dies a casa seva fins que el seu fill Abū Bakr Muṣʿab el soterrà al cementeri de Mu’ammara.

## Obra
- كتاب في أخبار شعراء الأندلس, Kitab fi-akhbar xuarà al-Àndalus, Llibre de notícies dels poetes de l'Àndalus. Obra perduda.[9]
- کتاب الألقاب, Kitab al-alqab, Llibre dels malnoms.[10] Recull de més de 600 malnoms, amb la biografia del personatge, majoritàriament escollits de l'islam oriental. Sols es conserva un resum realitzat per un deixeble.[9]
- كتاب في المؤتلف والمختلف, Kitab fi-l-mútalif wa-l-múkhtalif, Llibre del que és concordant i del que és discordant. Obra perduda.[11]
- كتاب المتشابه في أسماء الرّواة وكناهم وأنسابهم, Kitab al-mutaixàbih fi-asmà ar-ruwat wa-kunà-hum wa-ansabi-him, Llibre de la semblança, relatiu als noms dels transmissors, els seus sobrenoms de paternitat i els seus llinatges. Obra perduda.[11]
- كتاب في النحويين, Kitab fi-n-nahwiyyín, Llibre sobre els gramàtics. Obra biogràfica perduda.[11]
- كتاب في طبقات أهل الدولة والأدب بالأندلس, Kitab fi-tabaqat ahl ad-dawla wa-l-àdab bi-l-Àndalus, Llibre sobre les generacions de la gent de l'estat i de les belles lletres de l'Àndalus, o كتاب الأدباء الأندلس, Kitab al-udabà bi-l-Àndalus, Llibre sobre els literats de l'Àndalus. Obra biogràfica perduda.[11][12]
- تاريخ علماء الاندلس, Tarikh ulamà al-Àndalus, Història dels ulemes de l'Àndalus.[13] Considerada la seva obra més important, és un repertori biogràfic dels erudits en ciències religioses que visqueren en els tres primers segles de la història d'al-Àndalus, amb una gran preocupació de l'autor per fixar dades i dates concretes i exactes, indicant la procedència de la informació.[14] Les biografies segueixen un esquema: nom àrab complet, procedència i naixement, mestres andalusins, pelegrinatge a la Meca, mestres orientals, ocupacions i càrrecs, decés i fonts utilitzades.[15]
- ديوان, Diwan, Poesia. Només se'n conserven uns poc fragments.[11]